# Daedeok (Daejeon)
Daedeok es un distrito en Daejeon, una ciudad metropolitana en Corea del Sur. Sede de KT & G, Corea Ginseng Corporation y Corea Recursos Hídricos, y la Terminal Logística Daejeon, Corea Express se encuentran en este distrito.

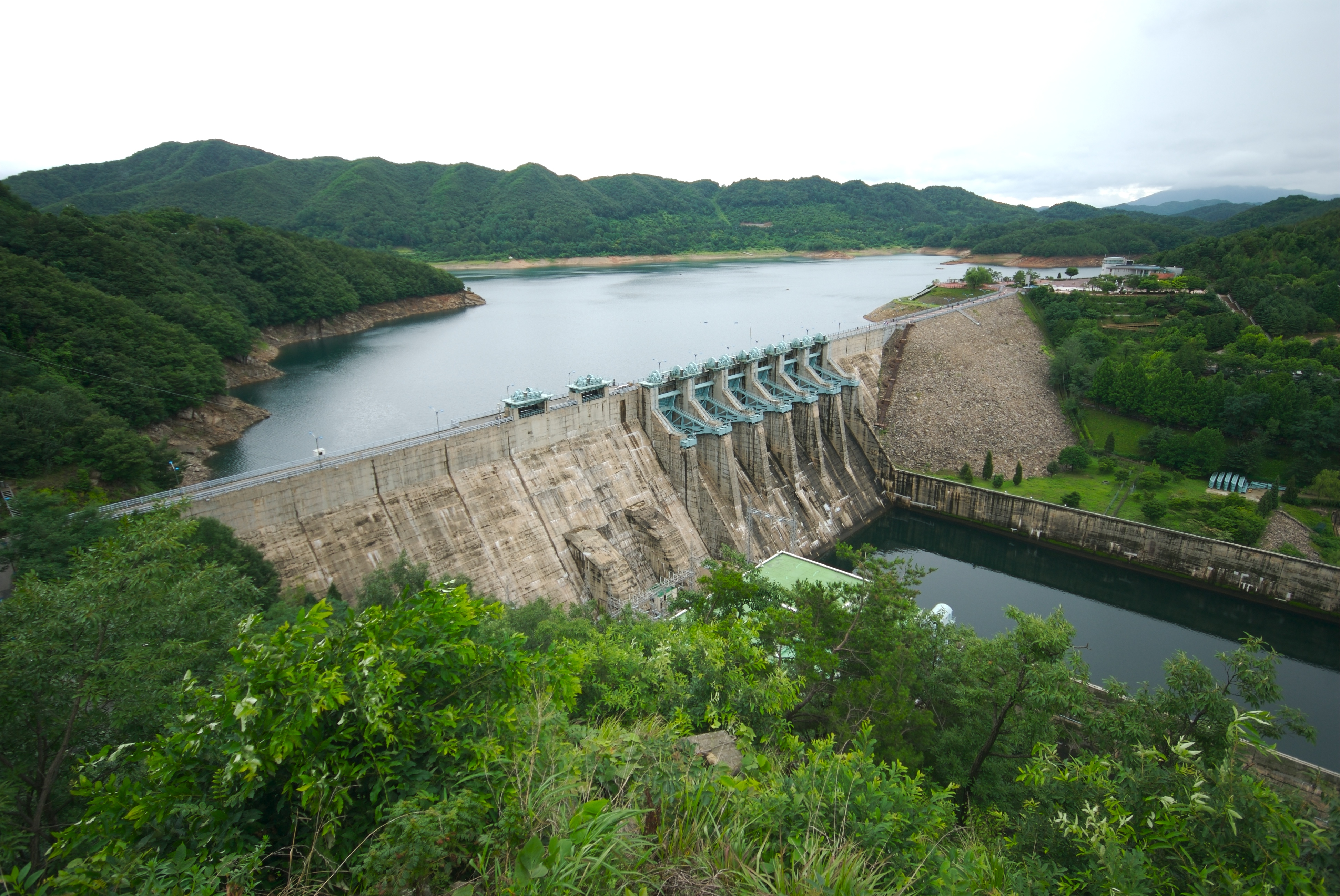
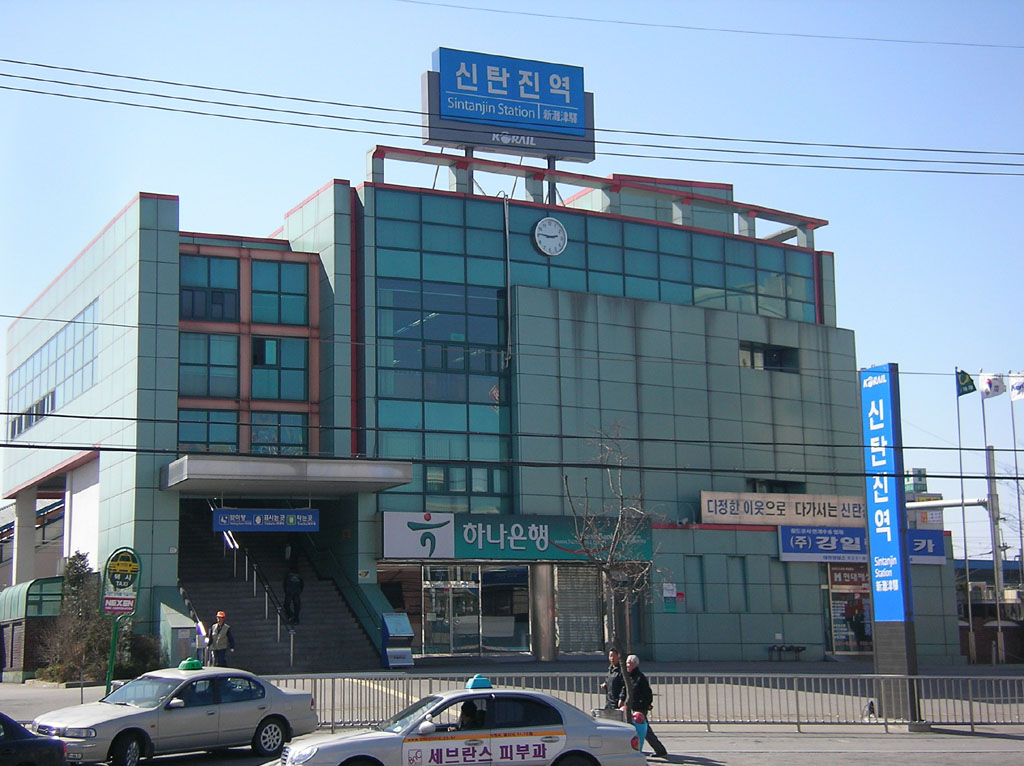
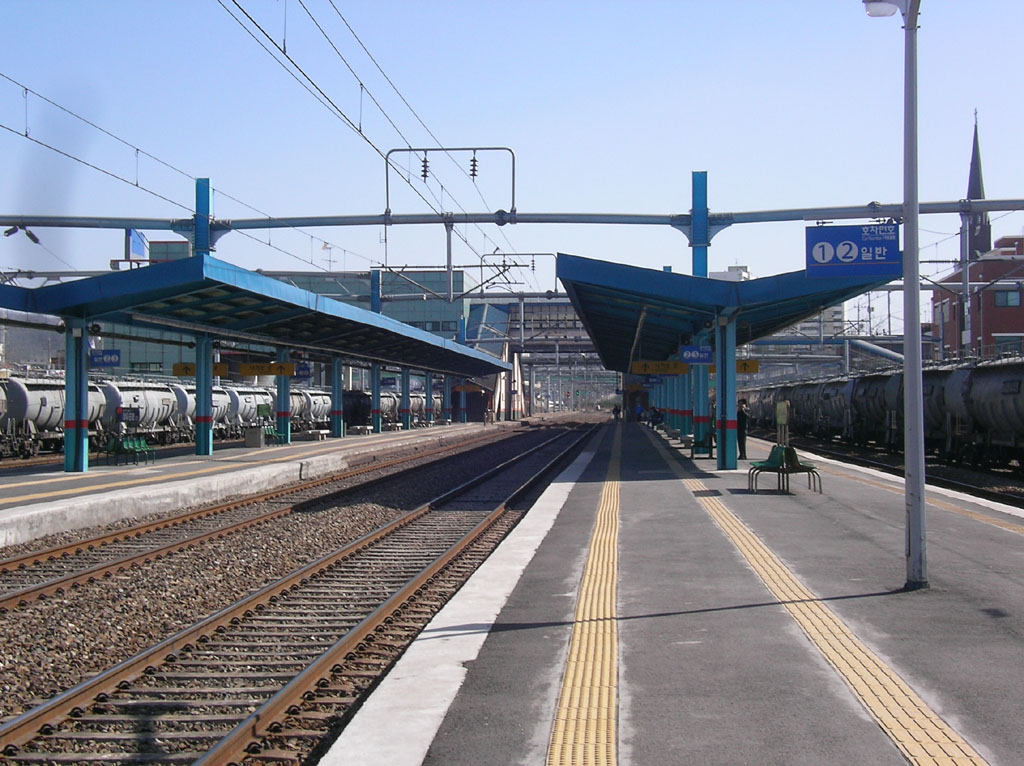